# Lindesnes
Lindesnes  este o comună din provincia Agder, Norvegia.
Are o suprafață de 316,46928895172 km². Populația este de 4.943 locuitori, determinată în 1 ianuarie 2016, prin recensământ.